# CADPS
CADPS‏ (Calcium dependent secretion activator) هوَ بروتين يُشَفر بواسطة جين CADPS في الإنسان.